# Volta a Espanya de 2013
La Volta a Espanya de 2013 fou la 68a edició de la Volta a Espanya. La cursa començà a Vilanova de Arousa el 24 d'agost amb una contrarellotge per equips i finalitzà el 15 de setembre a Madrid després de 3.358,9 quilòmetres repartits entre 21 etapes. El vencedor final fou l'estatunidenc Christopher Horner (RadioShack-Leopard), que amb quasi 42 anys a l'esquena es convertia en el vencedor més veterà d'una gran volta. Horner també guanyà la combinada. L'acompanyaren al podi l'italià Vincenzo Nibali (Astana Qazaqstan Team), que finalitzà segon després de liderar la cursa durant tretze etapes, i l'espanyol Alejandro Valverde (Movistar Team), que aconseguí la victòria en la classificació per punts. En les altres classificacions secundàries Nicolas Edet (Cofidis) guanyà la muntanya i Euskaltel–Euskadi la classificació per equips.
La cançó d'aquesta edició fou "Mambo" de Carlos Nuñez.

## Equips participants
En aquesta edició de la Volta a Espanya hi prendran part 22 equips: els 19 ProTour, més 3 equips convidats, que foren presentats els 3 de maig de 2013: Caja Rural-Seguros RGA, Cofidis i NetApp-Endura.
| Núm.    | Codi | Equip                   |
| ------- | ---- | ----------------------- |
| 1-9     | MOV  | Movistar Team           |
| 11-19   | ALM  | AG2R La Mondiale        |
| 21-29   | ARG  | Argos-Shimano           |
| 31-39   | AST  | Astana Qazaqstan Team   |
| 41-49   | BEL  | Belkin Pro Cycling Team |
| 51-59   | BMC  | BMC Racing Team         |
| 61-69   | CJR  | Caja Rural-Seguros RGA  |
| 71-79   | CAN  | Cannondale              |
| 81-89   | COF  | Cofidis                 |
| 91-99   | EUS  | Euskaltel–Euskadi       |
| 101-109 | FDJ  | FDJ                     |

| Núm.    | Codi | Equip                   |
| ------- | ---- | ----------------------- |
| 111-119 | GRS  | Garmin-Sharp            |
| 121-129 | KAT  | Team Katusha            |
| 131-139 | LAM  | Lampre-Merida           |
| 141-149 | LTB  | Lotto-Belisol           |
| 151-159 | TNE  | NetApp-Endura           |
| 161-169 | OPQ  | Omega Pharma-Quick Step |
| 171-179 | OGE  | Orica-GreenEDGE         |
| 181-189 | RLT  | RadioShack-Leopard      |
| 191-199 | SKY  | Team Sky                |
| 201-209 | TST  | Team Saxo-Tinkoff       |
| 211-219 | VCD  | Vacansoleil-DCM         |

## Etapes
| Etapa     | Data                | Recorregut                                           |                           | km                 | Vencedor d'etapa         | Líder de la general      |
| --------- | ------------------- | ---------------------------------------------------- | ------------------------- | ------------------ | ------------------------ | ------------------------ |
| 1a etapa  | Dis. 24 d'agost     | Vilanova de Arousa – Sanxenxo                        | Contrarellotge per equips | 27,4 km            | Astana Qazaqstan Team    | Janez Brajkovič (SLO)    |
| 2a etapa  | Diu. 25 d'agost     | Pontevedra – Baiona>Monte da Groba                   | Etapa de muntanya         | 177,7 km           | Nicolas Roche (IRL)      | Vincenzo Nibali (ITA)    |
| 3a etapa  | Dil. 26 d'agost     | Vigo – Vilagarcía de Arousa>Mirador de Lobeira       | Etapa de mitja muntanya   | 184,8 km           | Christopher Horner (EUA) | Christopher Horner (EUA) |
| 4a etapa  | Dim. 27 d'agost     | Lalín – Fisterra                                     | Etapa plana               | 189 km             | Daniel Moreno (ESP)      | Vincenzo Nibali (ITA)    |
| 5a etapa  | Dic. 28 d'agost     | Sober – Llac de Sanabria                             | Etapa de mitja muntanya   | 174,3 km           | Michael Matthews (AUS)   | Vincenzo Nibali (ITA)    |
| 6a etapa  | Dij. 29 d'agost     | Guijuelo – Càceres                                   | Etapa plana               | 175 km             | Michael Mørkøv (DEN)     | Vincenzo Nibali (ITA)    |
| 7a etapa  | Div. 30 d'agost     | Almendralejo – Mairena del Aljarafe                  | Etapa plana               | 205,9 km           | Zdeněk Štybar (CZE)      | Vincenzo Nibali (ITA)    |
| 8a etapa  | Dis. 31 d'agost     | Jerez de la Frontera – Estepona>Alt de Peñas Blancas | Etapa de muntanya         | 166,6 km           | Leopold König (CZE)      | Nicolas Roche (IRL)      |
| 9a etapa  | Diu. 1 de setembre  | Antequera – Valdepeñas                               | Etapa de mitja muntanya   | 163,7 km           | Daniel Moreno (ESP)      | Daniel Moreno (ESP)      |
| 10a etapa | Dil. 2 de setembre  | Torre del Campo – Güéjar Sierra>Alt d'Hazallanas     | Etapa de muntanya         | 186,8 km           | Christopher Horner (EUA) | Christopher Horner (EUA) |
|           | Dim. 3 de setembre  | Jornada de descans                                   | Jornada de descans        | Jornada de descans | Jornada de descans       | Jornada de descans       |
| 11a etapa | Dim. 4 de setembre  | Tarassona – Tarassona                                | Contrarellotge individual | 38,8 km            | Fabian Cancellara (SUI)  | Vincenzo Nibali (ITA)    |
| 12a etapa | Dij. 5 de setembre  | Maella – Tarragona                                   | Etapa plana               | 164,2 km           | Philippe Gilbert (BEL)   | Vincenzo Nibali (ITA)    |
| 13a etapa | Div. 6 de setembre  | Valls – Castelldefels                                | Etapa de mitja muntanya   | 169 km             | Warren Barguil (FRA)     | Vincenzo Nibali (ITA)    |
| 14a etapa | Dis. 7 de setembre  | Bagà – Mare de Déu de Canòlic (AND)                  | Etapa de muntanya         | 155,7 km           | Daniele Ratto (ITA)      | Vincenzo Nibali (ITA)    |
| 15a etapa | Diu. 8 de setembre  | Andorra (AND) – Peyragudes (FRA)                     | Etapa de muntanya         | 224,9 km           | Alexandre Geniez (FRA)   | Vincenzo Nibali (ITA)    |
| 16a etapa | Dil. 9 de setembre  | Graus – Sallent de Gállego>Formigal                  | Etapa de muntanya         | 146,8 km           | Warren Barguil (FRA)     | Vincenzo Nibali (ITA)    |
|           | Dim. 10 de setembre | Jornada de descans                                   | Jornada de descans        | Jornada de descans | Jornada de descans       | Jornada de descans       |
| 17a etapa | Dic. 11 de setembre | Calahorra – Burgos                                   | Etapa plana               | 189 km             | Bauke Mollema (NED)      | Vincenzo Nibali (ITA)    |
| 18a etapa | Dij. 12 de setembre | Burgos – Peña Cabarga                                | Etapa de muntanya         | 186,5 km           | Vassil Kirienka (BLR)    | Vincenzo Nibali (ITA)    |
| 19a etapa | Div. 13 de setembre | San Vicente de la Barquera – Oviedo>Alt del Naranco  | Etapa de muntanya         | 181 km             | Joaquim Rodríguez (CAT)  | Christopher Horner (EUA) |
| 20a etapa | Dis. 14 de setembre | Avilés – Alt de l'Angliru                            | Etapa de muntanya         | 142,2 km           | Kenny Elissonde (FRA)    | Christopher Horner (EUA) |
| 21a etapa | Diu. 15 de setembre | Leganés – Madrid                                     | Etapa plana               | 109,6 km           | Michael Matthews (AUS)   | Christopher Horner (EUA) |

## Classificacions finals

### Classificació general
|    | Rider                    | Team                  | Time        |
| -- | ------------------------ | --------------------- | ----------- |
| 1  | Chris Horner (EUA)       | RadioShack-Leopard    | 84h 36' 04" |
| 2  | Vincenzo Nibali (ITA)    | Astana Qazaqstan Team | + 37"       |
| 3  | Alejandro Valverde (ESP) | Movistar Team         | + 1' 36"    |
| 4  | Joaquim Rodríguez (ESP)  | Team Katusha          | + 3' 22"    |
| 5  | Nicolas Roche (IRL)      | Team Saxo-Tinkoff     | + 7' 11"    |
| 6  | Domenico Pozzovivo (ITA) | AG2R La Mondiale      | + 8' 00"    |
| 7  | Thibaut Pinot (FRA)      | FDJ                   | + 8' 41"    |
| 8  | Samuel Sánchez (ESP)     | Euskaltel–Euskadi     | + 9' 51"    |
| 9  | Leopold König (CZE)      | NetApp-Endura         | + 10' 11"   |
| 10 | Daniel Moreno (ESP)      | Team Katusha          | + 13' 11"   |

### Classificacions secundàries
|    | Ciclista               | Equip                  | Punts |
| -- | ---------------------- | ---------------------- | ----- |
| 1  | Nicolas Edet (FRA)     | Cofidis                | 46    |
| 2  | Chris Horner (EUA)     | RadioShack-Leopard     | 32    |
| 3  | Daniele Ratto (ITA)    | Cannondale             | 30    |
| 4  | André Cardoso (POR)    | Caja Rural-Seguros RGA | 26    |
| 5  | Vincenzo Nibali (ITA)  | Astana Qazaqstan Team  | 23    |
| 6  | Amets Txurruka (ESP)   | Caja Rural-Seguros RGA | 22    |
| 7  | Kenny Elissonde (FRA)  | FDJ                    | 21    |
| 8  | Nicolas Roche (IRL)    | Team Saxo-Tinkoff      | 19    |
| 9  | Vassil Kirienka (BLR)  | Team Sky               | 18    |
| 10 | Michele Scarponi (ITA) | Lampre-Merida          | 17    |

|    | Ciclista                   | Equip                   | Punts |
| -- | -------------------------- | ----------------------- | ----- |
| 1  | Alejandro Valverde (ESP)   | Movistar Team           | 152   |
| 2  | Chris Horner (EUA)         | RadioShack-Leopard      | 126   |
| 3  | Joaquim Rodríguez (ESP)    | Team Katusha            | 125   |
| 4  | Nicolas Roche (IRL)        | Team Saxo-Tinkoff       | 122   |
| 5  | Daniel Moreno (ESP)        | Team Katusha            | 119   |
| 6  | Vincenzo Nibali (ITA)      | Astana Qazaqstan Team   | 111   |
| 7  | Maximiliano Richeze (ARG)  | Lampre-Merida           | 84    |
| 8  | Edvald Boasson Hagen (NOR) | Team Sky                | 83    |
| 9  | Michael Matthews (AUS)     | Orica-GreenEDGE         | 78    |
| 10 | Bauke Mollema (NED)        | Belkin Pro Cycling Team | 75    |

|    | Ciclista                 | Equip                  | Punts |
| -- | ------------------------ | ---------------------- | ----- |
| 1  | Chris Horner (EUA)       | RadioShack-Leopard     | 5     |
| 2  | Vincenzo Nibali (ITA)    | Astana Qazaqstan Team  | 13    |
| 3  | Alejandro Valverde (ESP) | Movistar Team          | 17    |
| 4  | Nicolas Roche (IRL)      | Team Saxo-Tinkoff      | 17    |
| 5  | Joaquim Rodríguez (ESP)  | Team Katusha           | 27    |
| 6  | Daniel Moreno (ESP)      | Team Katusha           | 32    |
| 7  | Michele Scarponi (ITA)   | Lampre-Merida          | 41    |
| 8  | Leopold König (CZE)      | NetApp-Endura          | 42    |
| 9  | Domenico Pozzovivo (ITA) | AG2R La Mondiale       | 43    |
| 10 | André Cardoso (POR)      | Caja Rural-Seguros RGA | 54    |

| Pos. | Equip                  | Temps        |
| ---- | ---------------------- | ------------ |
| 1    | Euskaltel–Euskadi      | 253h 29' 35" |
| 2    | Movistar Team          | + 1' 02"     |
| 3    | Astana Qazaqstan Team  | + 1' 30"     |
| 4    | Team Saxo-Tinkoff      | + 9' 56"     |
| 5    | Caja Rural-Seguros RGA | + 33' 48"    |
| 6    | Team Katusha           | + 45' 21"    |
| 7    | RadioShack-Leopard     | + 46' 54"    |
| 8    | NetApp-Endura          | + 52' 29"    |
| 9    | FDJ                    | + 1h 01' 21" |
| 10   | BMC Racing Team        | + 1h 56' 46" |

### UCI World Tour
La Volta a Espanya atorga punts per l'UCI World Tour 2013 sols als ciclistes dels equips de categoria ProTeam.
| Position              | 1r  | 2n  | 3r  | 4t | 5è | 6è | 7è | 8è | 9è | 10è | 11è | 12è | 13è | 14è | 15è | 16è | 17è | 18è | 19è | 20è |
| Classificació general | 170 | 130 | 100 | 90 | 80 | 70 | 60 | 52 | 44 | 38  | 32  | 26  | 22  | 18  | 14  | 10  | 8   | 6   | 4   | 2   |
| Per etapa             | 16  | 8   | 4   | 2  | 1  |    |    |    |    |     |     |     |     |     |     |     |     |     |     |     |

| #  | Ciclista                 | Equip                 | Punts |
| -- | ------------------------ | --------------------- | ----- |
| 1  | Christopher Horner (EUA) | RadioShack-Leopard    | 215   |
| 2  | Vincenzo Nibali (ITA)    | Astana Qazaqstan Team | 152   |
| 3  | Alejandro Valverde (ESP) | Movistar Team         | 126   |
| 4  | Joaquim Rodríguez (CAT)  | Team Katusha          | 117   |
| 5  | Nicolas Roche (IRL)      | Team Saxo-Tinkoff     | 106   |
| 6  | Daniel Moreno (ESP)      | Team Katusha          | 90    |
| 7  | Domenico Pozzovivo (ITA) | AG2R La Mondiale      | 78    |
| 8  | Thibaut Pinot (FRA)      | FDJ                   | 62    |
| 9  | Samuel Sánchez (ESP)     | Euskaltel–Euskadi     | 56    |
| 10 | Michael Matthews (AUS)   | Orica-GreenEDGE       | 36    |

## Evolució de les classificacions
| Etapa | Vencedor              | Classificació general | Classificació per punts | Classificació de la muntanya | Classificació de la combinada | Classificació per equips | Premi de la combativitat |
| ----- | --------------------- | --------------------- | ----------------------- | ---------------------------- | ----------------------------- | ------------------------ | ------------------------ |
| 1a    | Astana Qazaqstan Team | Janez Brajkovič       | not awarded             | not awarded                  | not awarded                   | Astana Qazaqstan Team    | Janez Brajkovič          |
| 2a    | Nicolas Roche         | Vincenzo Nibali       | Nicolas Roche           | Nicolas Roche                | Nicolas Roche                 | RadioShack-Leopard       | Alex Rasmussen           |
| 3a    | Chris Horner          | Chris Horner          | Nicolas Roche           | Nicolas Roche                | Nicolas Roche                 | RadioShack-Leopard       | Pablo Urtasun            |
| 4a    | Daniel Moreno         | Vincenzo Nibali       | Daniel Moreno           | Nicolas Roche                | Nicolas Roche                 | RadioShack-Leopard       | Nicolas Edet             |
| 5a    | Michael Matthews      | Vincenzo Nibali       | Daniel Moreno           | Nicolas Roche                | Nicolas Roche                 | RadioShack-Leopard       | Antonio Piedra           |
| 6a    | Michael Mørkøv        | Vincenzo Nibali       | Michael Matthews        | Nicolas Roche                | Nicolas Roche                 | RadioShack-Leopard       | Tony Martin              |
| 7a    | Zdeněk Štybar         | Vincenzo Nibali       | Michael Matthews        | Nicolas Roche                | Nicolas Roche                 | RadioShack-Leopard       | Javier Aramendia         |
| 8a    | Leopold König         | Nicolas Roche         | Daniel Moreno           | Nicolas Roche                | Nicolas Roche                 | Team Saxo-Tinkoff        | Antonio Piedra           |
| 9a    | Daniel Moreno         | Daniel Moreno         | Daniel Moreno           | Nicolas Roche                | Daniel Moreno                 | Movistar Team            | Javier Aramendia         |
| 10a   | Chris Horner          | Chris Horner          | Daniel Moreno           | Chris Horner                 | Chris Horner                  | Team Saxo-Tinkoff        | Joan Antoni Flecha       |
| 11a   | Fabian Cancellara     | Vincenzo Nibali       | Daniel Moreno           | Chris Horner                 | Nicolas Roche                 | Astana Qazaqstan Team    | Fabian Cancellara        |
| 12a   | Philippe Gilbert      | Vincenzo Nibali       | Daniel Moreno           | Chris Horner                 | Nicolas Roche                 | Astana Qazaqstan Team    | Fabricio Ferrari         |
| 13a   | Warren Barguil        | Vincenzo Nibali       | Daniel Moreno           | Chris Horner                 | Nicolas Roche                 | Astana Qazaqstan Team    | Michele Scarponi         |
| 14a   | Daniele Ratto         | Vincenzo Nibali       | Alejandro Valverde      | Daniele Ratto                | Chris Horner                  | Astana Qazaqstan Team    | Daniele Ratto            |
| 15a   | Alexandre Geniez      | Vincenzo Nibali       | Alejandro Valverde      | Nicolas Edet                 | Chris Horner                  | Astana Qazaqstan Team    | Alexandre Geniez         |
| 16a   | Warren Barguil        | Vincenzo Nibali       | Alejandro Valverde      | Nicolas Edet                 | Chris Horner                  | Euskaltel–Euskadi        | Joan Antoni Flecha       |
| 17a   | Bauke Mollema         | Vincenzo Nibali       | Alejandro Valverde      | Nicolas Edet                 | Chris Horner                  | Euskaltel–Euskadi        | Javier Aramendia         |
| 18a   | Vassil Kirienka       | Vincenzo Nibali       | Alejandro Valverde      | Nicolas Edet                 | Chris Horner                  | Euskaltel–Euskadi        | Egoi Martínez            |
| 19a   | Joaquim Rodríguez     | Chris Horner          | Alejandro Valverde      | Nicolas Edet                 | Chris Horner                  | Euskaltel–Euskadi        | Edvald Boasson Hagen     |
| 20a   | Kenny Elissonde       | Chris Horner          | Alejandro Valverde      | Nicolas Edet                 | Chris Horner                  | Euskaltel–Euskadi        | David Arroyo             |
| 21a   | Michael Matthews      | Chris Horner          | Alejandro Valverde      | Nicolas Edet                 | Chris Horner                  | Euskaltel–Euskadi        | Javier Aramendia         |
| Final | Final                 | Chris Horner          | Alejandro Valverde      | Nicolas Edet                 | Chris Horner                  | Euskaltel–Euskadi        |                          |